# Disney Junior (Corée du Sud)
Disney Junior Korea (디즈니 주니어) est une chaîne de télévision coréenne du groupe Disney-ABC Television Group. La chaîne, déclinaison de Disney Junior, est diffusée en coréen et est disponible en Corée du Sud.

## Fermeture
Au 1er octobre 2021, Disney Junior sera fermé en Corée du Sud Depuis la zone de diffusion du Cuby Zoo Chanson Vidéo série télévisée Docteur La Peluche Un thème de Noël
Les Mire sur le site Web YouTube 

« 본 채널이 9월 30일 24시 부로 종료되었습니다. 앞으로도 더 나은 서비스 제공을 위해 최선을 다하겠습니다. 감사합니다. »

## Histoire
Le 24 juin 2011, Disney-ABC Television Group annonce la création de Disney Junior Korea, version coréenne de Disney Junior. Cette chaîne sera gérée par Television Media Korea une coentreprise créée en mai 2010 par Disney Channel International et SK Telecom, cette dernière détenant 51 %,.